# 釜関フェリー

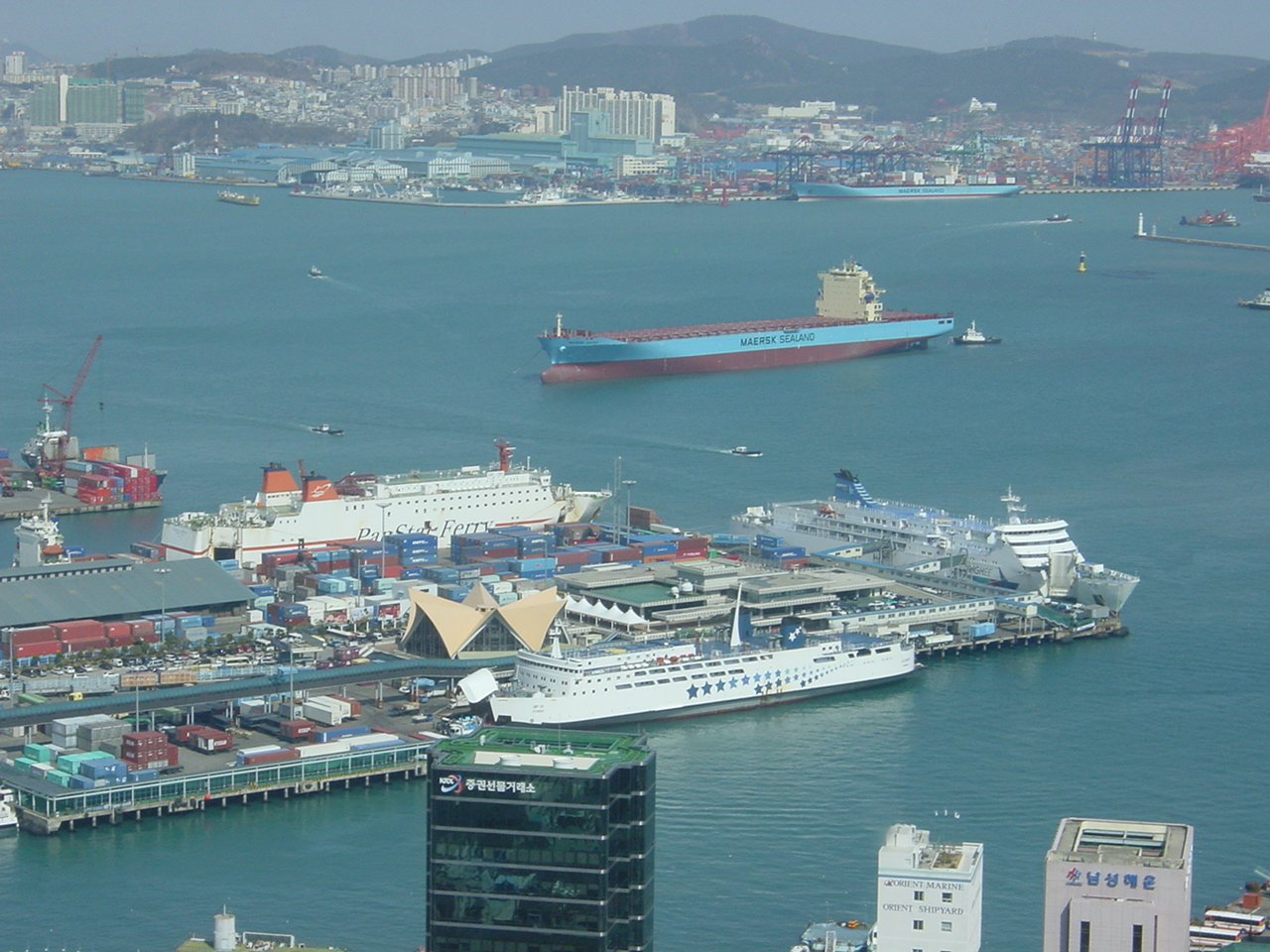
釜山港に停泊中の「ソンヒ」（右）

釜関フェリー（プグァンフェリー）は、大韓民国（韓国）の海運会社。釜山広域市中区に本社を置き、同市と日本の山口県下関市を結ぶフェリーを運航している。同社と日本側のパートナーである関釜フェリーとの共同運航により、夜行便を毎日一往復就航している。
関釜フェリーとの共同運航を念頭に、在日韓国人実業家で、後に在日本大韓民国民団中央本部顧問となる町井久之（鄭建永）が、1969年（昭和44年）に資本金60万ドルで釜山に設立。設立当初は自前の船舶を持たず関釜フェリーの韓国側の受付実務のみを取り扱っていたが、1983年4月に関釜フェリーのグループ会社でもある阪九フェリーから「第十六阪九」を購入し、改装のうえ「フェリー釜関」として就航させ、共同運航に着手した。

## 航路
- 釜山港 - 下関港（毎日運航）
  - 運航の詳細は関釜フェリー#航路を参照。

休航した航路
- 釜山港 - 広島港（週3往復）
  - 「ソンヒ」の就航に伴い退役した「フェリー釜関」（2代目）を改装し船名を「ウンハ」に改名のうえ、2002年10月21日に就航したが、2005年8月22日に休航。
  - 単独運航。日本側の受付業務は山九が行っていた。

## 船舶

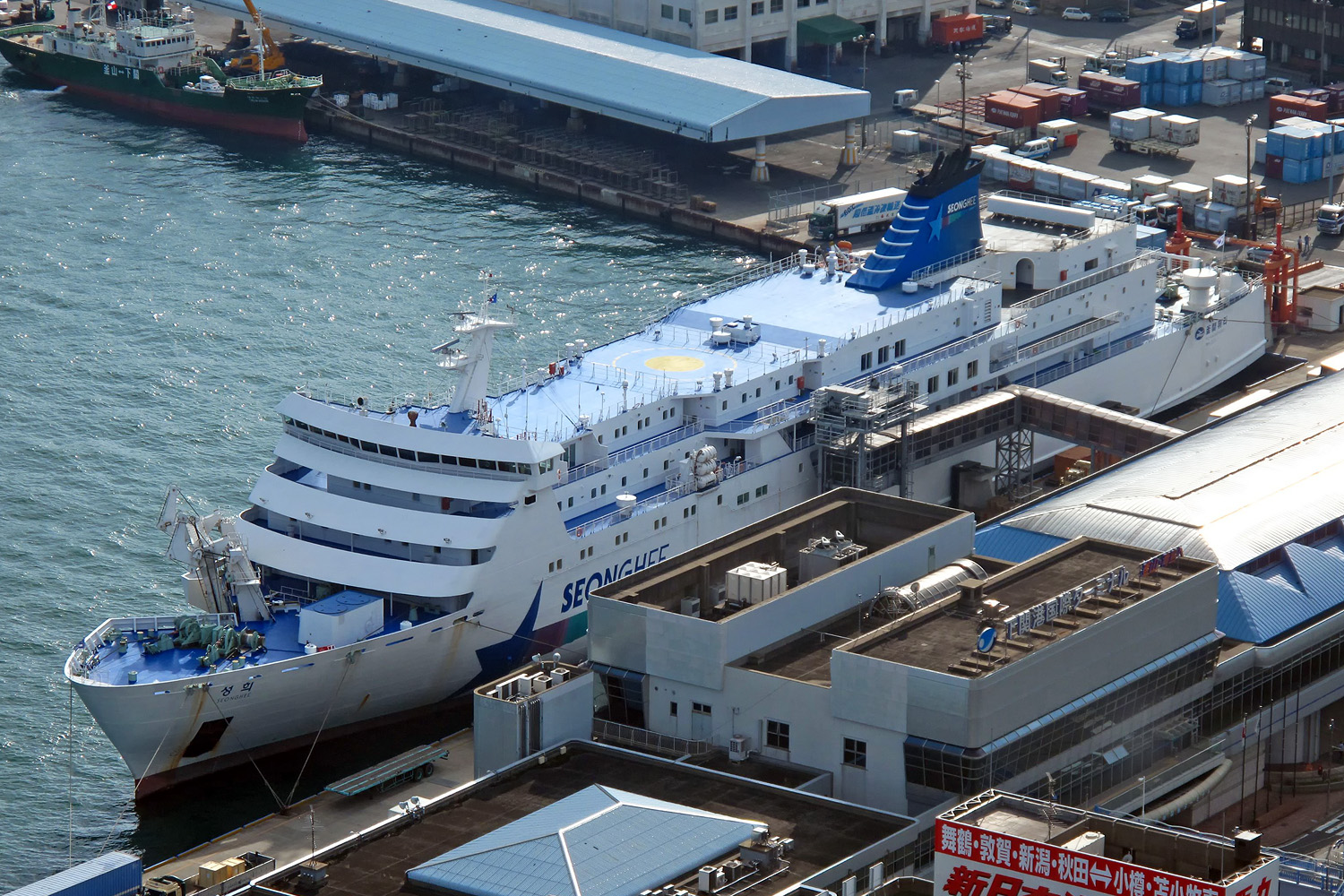
釜関フェリー・ソンヒ「星希」(下関港)

- ソンヒ（朝鮮語版） （星希、Seong Hee）[1]
  - 船籍：パナマ

2002年3月竣工、同年5月22日就航。16,665国際総トン、全長162m、幅23.6m、出力12,000馬力、航海速力18ノット（最大20ノット）。
旅客定員562名。車両等積載数：乗用車10台、TEUコンテナ換算140個。現代尾浦造船建造。

### かつて運航されていた船舶
※要目は当社就航時のデータ。
- フェリー釜関 （Ferry Pukwan、初代）[2]
  - 船籍：韓国

1973年3月竣工。10,781国際総トン、全長135.5m、幅22m、出力16,000馬力、航海速力18ノット（最大21ノット）。
旅客定員500名。車両等積載数：乗用車109台など。神田造船所（日本）建造。
1973年3月、「つくし」として竣工し翌月、西日本フェリー（日本）の神戸 - 苅田航路に就航。1975年3月、阪九フェリー（同）に売却され「第十六阪九」に改名。1983年4月、釜関フェリーが購入し「フェリー釜関」に改名、韓国船籍となり同月27日就航。1999年2月、「フェリー釜関」（2代目）就航に伴い退役。ギリシャに売却。
- フェリー釜関 （Ferry Pukwan、2代目）→ウンハ （銀河、Eunha）→ウン (Eun)[3]
  - 船籍：パナマ

1973年12月竣工。10,729国際総トン、全長135m、幅22m、出力15,999馬力（ウンハの要目では16,000馬力）、航海速力18ノット（最大21ノット（ウンハの要目では20.5ノット））。
旅客定員500名。車両等積載数：乗用車109台など（ウンハの要目では、乗用車30台、トラック（8t換算）61台、コンテナ（10フィート換算）90個）。神田造船所（日本）建造。
1973年12月、「つくし」（前述）の同型船「はかた」として竣工し同月8日、西日本フェリー（日本）の神戸 - 苅田航路に就航。1975年3月、阪九フェリー（同）に売却され「第十七阪九」に改名。1984年8月、関釜フェリー（同）に売却され「フェリー関釜（3代目）に改名。1998年8月に退役後の1999年2月、釜関フェリーが購入し「フェリー釜関」（2代目）に改名され同月5日就航。2005年5月、「ソンヒ」就航に伴い退役後、同年10月「ウンハ」に改名。2004年7月に運休後の2005年、「ウン」に改名。2006年、ギリシャに売却。